# Colletes sierrensis
Colletes sierrensis là một loài Hymenoptera trong họ Colletidae. Loài này được Frey-Gessner mô tả khoa học năm 1903.